# 曹廣
曹广（？—？），字远思，浙江嘉兴府崇德县人。

## 生平
崇祯十二年（1639年）己卯科浙江乡试举人，崇祯十三年（1640年）聯捷庚辰科進士，大理寺观政，授汀州府推官，能清寃獄，在官五載，一介不擾於民。调繁漳州，與黃道周交好，曹廣作文治論贈之。後擢刑部主事，以母老不赴，辭歸，倡修學宮，周恤貧乏。归时年未三十，顶嘉兴起兵事，不克。监国擢给事中，进太仆卿。后以蜡书致海上，頻遭不测。尝葬顺治五年翻城之役殉难之杨文琦、杨文琮、杨文瓒、杨文球四兄弟及其家属十棺于鄞县，人称高义，巡撫李某重其行，時問起居，而廣未嘗干以私。卒年六十七。

## 家族
先世徽州歙县人，曾祖曹祺，大父曹弘淮始迁崇德。父曹以成（1591年-1634年），字玉汝，天啓甲子以國子生应试南京，未中举。崇祯七年甲戌三月十三日卒，年四十四。母程氏。
兄曹序，字射侯，岁贡生，幼折节为学，能阐发精义，不专治章句。